# Dagmar Kersten
Dagmar Kersten (Altdöbern, Alemania, 28 de octubre de 1970) es una gimnasta artística alemana, especialista en la prueba de barras asimétricas con la que logró ser subcampeona olímpica en 1988, compitiendo con Alemania del Este.

## Carrera deportiva
En el Mundial de Montreal 1985 gana la plata en las barras asimétricas —tras su compatriota Gabriele Faehnrich y por delante de la checoslovaca Hana Ricna (bronce)—, bronce en la general individual —tras las soviéticas Yelena Shushunova y Oksana Omelianchik—, bronce en salto de potro, y bronce en el concurso por equipos, tras la Unión Soviética y Rumania, siendo sus compañeras de equipo: Jana Furhmann, Martina Jentsch, Gabriele Faehnrich, Ulrike Klotz y Jana Vogel. 
En los JJ. OO. celebrados en Seúl (Corea del Norte) 1988 consigue el bronce en equipos, tras la Unión Soviética y Rumania, siendo sus compañeras en esta ocasión: Martina Jentsch, Gabriele Faehnrich, Ulrike Klotz, Betti Schieferdecker y Dörte Thümmler. Asimismo consigue en estas Olimpiadas la plata en asimétricas.